# Киселёв, Рафаил Алексеевич
Рафаил Алексеевич Киселёв (ноябрь 1912, дер. Ивачино, Вологодская губерния — 29 сентября 1943, в районе села Домантово, Киевская область) — Гвардии старший лейтенант Рабоче-крестьянской Красной Армии, участник Великой Отечественной войны, Герой Советского Союза (1943).

## Биография

Бюст на аллее Героев в городе Пласт

Рафаил Киселёв родился в ноябре 1912 года в деревне Ивачино (ныне — Харовский район Вологодской области). После окончания семи классов школы и автокурсов работал шофёром в городе Пласт Челябинской области. В 1934—1935 годах служил в рядах в Рабоче-крестьянской Красной Армии. В 1941 году повторно призван в армию; с июня того же года — на фронтах Великой Отечественной войны; в 1942 году окончил курсы усовершенствования командного состава.
К сентябрю 1943 года гвардии старший лейтенант Рафаил Киселёв командовал танковой ротой 13-го танкового полка, 24-й гвардейской механизированной бригады, (7-го гвардейского механизированного корпуса, 60-й армии, Центрального фронта). Отличился во время битвы за Днепр.
25 сентября 1943 года Киселёв одним из первых в полку переправился через Днепр в районе села Домантово Чернобыльского района Киевской области Украинской ССР и прикрывал переправу частей полка и бригады. В тех боях он уничтожил 5 пулемётов, батарею миномётов, 7 артиллерийских орудий с расчётами. Во время отражения немецкой танковой контратаки Киселёв получил тяжёлое ранение, но продолжал сражаться. Скончался от полученных ранений 29 сентября 1943 года. Был похоронен в селе Домантово.

## Награды
Указом Президиума Верховного Совета СССР от 17 октября 1943 года старший лейтенант Рафаил Киселёв посмертно был удостоен высокого звания Героя Советского Союза. Также посмертно был награждён орденом Ленина.